# Pedro Nájera
Pedro Nájera (1929. február 3. – 2020. augusztus 22. (k. n.)) mexikói válogatott labdarúgó, középpályás.

## Pályafutása
Életéről és pályafutásáról kevés információ áll rendelkezésünkre.
1929-ben született, és klubkarrierje során játszott a Club América csapatával. Az Américával négyszeres kupa- (1954, 1955, 1964, 1965) és egyszeres szuperkupa-győztes (1955), valamint 1966-ban bajnoki címet is ünnepelhetett csapatával.
A mexikói válogatottal részt vett az 1954-es és az 1962-es vb-n. A nemzeti csapatban huszonhét meccse van.